# Айрон (округ, Вісконсин)
Шаблон:StateAbbr_ 46°20′ пн. ш. 90°16′ зх. д. / 46.33° пн. ш. 90.26° зх. д.
Айрон (англ. Iron County) — округ (графство) у штаті Вісконсин. Ідентифікатор округу 55051.

## Історія
Округ утворений 1893 року.

## Демографія
За даними перепису
2000 року
загальне населення округу становило 6861 осіб, зокрема міського населення було 2180, а сільського — 4681.
Серед них чоловіків — 3362, а жінок — 3499. В окрузі було 3083 домогосподарства, 1960 родин, які мешкали в 5706 будинках.
Середній розмір родини становив 2,74.
Віковий розподіл населення поданий у таблиці:
| Стать    | До 15 років | 15-21 | 22-29 | 30-39 | 40-49 | 50-65 | 65-85 | Понад 85 |
| -------- | ----------- | ----- | ----- | ----- | ----- | ----- | ----- | -------- |
| Чоловіки | 508         | 270   | 211   | 423   | 585   | 679   | 620   | 66       |
| Жінки    | 554         | 248   | 221   | 434   | 492   | 645   | 758   | 147      |

## Суміжні округи
- Гогібік, Мічиган — північний схід
- Вілас — схід, південний схід
- Прайс — південний захід
- Ешленд — захід

## Виноски
1. ↑  U.S. Decennial Census. United States Census Bureau. Архів оригіналу за 26 квітня 2015. Процитовано 5 серпня 2015.
2. ↑  Historical Census Browser. University of Virginia Library. Архів оригіналу за 11 серпня 2012. Процитовано 5 серпня 2015.
3. ↑  Forstall, Richard L., ред. (27 березня 1995). Population of Counties by Decennial Census: 1900 to 1990. United States Census Bureau. Архів оригіналу за 18 липня 2015. Процитовано 5 серпня 2015.
4. ↑  Census 2000 PHC-T-4. Ranking Tables for Counties: 1990 and 2000 (PDF). United States Census Bureau. 2 квітня 2001. Архів оригіналу (PDF) за 18 грудня 2014. Процитовано 5 серпня 2015.
5. ↑  State & County QuickFacts. United States Census Bureau. Архів оригіналу за 6 червня 2011. Процитовано 21 січня 2014. [Архівовано 2011-06-06 у Wayback Machine.](англ.) Наведено за англійською вікіпедією.
6. ↑  American FactFinder. Бюро перепису населення США. Архів оригіналу за 26 лютого 2012. Процитовано 31 січня 2008. [Архівовано 2008-05-21 у Wayback Machine.]

| США | Це незавершена стаття з географії США. Ви можете допомогти проєкту, виправивши або дописавши її. |